# 林鳴宇
林鳴宇（りん めいう、1972年 - ）は、中華人民共和国上海市出身の曹洞宗の僧侶、仏教学者。専門は中国天台。

## 略歴
駒澤大学大学院人文科学研究科仏教学専攻修了、博士（仏教学）。学習院大学、駒澤大学、東京電機大学非常勤講師。
東京電機大学では、アジア文化研究と中国語の講義を担当しており、人気の講座になっている。
日本印度学仏教学会会員、日本宗教学会会員、日本道教学会会員等。

### 受賞歴
- 2003年 第8回宗学研究奨励賞

## 主な著書
- 『宋代天台教学の研究』（山喜房仏書林）
- 『天台文類・天台法数校釈』（上海古籍出版社）

### 論文
- CiNii>林鳴宇
- INBUDS>林鳴宇